# (8147) Colemanhawkins
(8147) Colemanhawkins est un astéroïde de la ceinture principale.

## Description
(8147) Colemanhawkins est un astéroïde de la ceinture principale d'astéroïdes. Il fut découvert le 28 septembre 1984 à la station Anderson Mesa par Brian A. Skiff. Il présente une orbite caractérisée par un demi-grand axe de 2,64 UA, une excentricité de 0,31 et une inclinaison de 5,8° par rapport à l'écliptique.
Il est nommé en l'honneur du saxophoniste américain de jazz Coleman Hawkins (1904-1969).

## Compléments